# (27099) Xiaoyucao
(27099) Xiaoyucao est un astéroïde de la ceinture principale.

## Description
(27099) Xiaoyucao est un astéroïde de la ceinture principale. Il fut découvert le 28 octobre 1998 à Socorro (Nouveau-Mexique) par le projet LINEAR. Il présente une orbite caractérisée par un demi-grand axe de 2,46 UA, une excentricité de 0,04 et une inclinaison de 4,7° par rapport à l'écliptique.

## Compléments